# القلعة (السدة)

تعديل مصدري - تعديل

القلعة محلة تابعة لقرية بيت الاشول، التابعة لعزلة العرافة بمديرية السدة إحدى مديريات محافظة إب في الجمهورية اليمنية.، بلغ تعداد سكانها 44 حسب تعداد اليمن لعام 2004.